# Milestones (álbum de Roy Orbison)
Milestones es el decimoséptimo álbum de estudio del músico estadounidense Roy Orbison, publicado por la compañía discográfica MGM Records en septiembre de 1973. Fue el último álbum del músico con MGM antes de rescindir su contrato con la compañía y firmar con Mercury Records. Fue arreglado por Joe Tanner, Rex North y Randy Goodrum. La canción «The Morning After» fue incluida en la película La aventura de Poseidón. De forma similar a sus anteriores trabajos durante la década de 1970, Milestones no entró en ninguna lista de éxitos, al igual que los sencillos «Blue Rain (Coming Down)» y «I Wanna Live».

## Lista de canciones
Cara A
1. "I Wanna Live" (John D. Loudermilk) - 2:37
2. "You Don't Know Me" (Cindy Walker, Eddy Arnold)
3. "California Sunshine Girl" (Letha Purdom) - 3:37
4. "Words" (Barry Gibb, Robin Gibb, Maurice Gibb) - 3:14
5. "Blue Rain (Coming Down)" (Roy Orbison, Joe Melson) - 3:20

Cara B
1. "Drift Away" (Mentor Williams) - 3:43
2. "You Lay So Easy on My Mind" (Donald L. Riis, Bobby G. Rice, Charles W. Fields) - 3:02
3. "The World You Live In" (J. Melson, Suzie Melson) - 2:37
4. "Sweet Caroline" (Neil Diamond) - 3:03
5. "I've Been Loving You Too Long" (Otis Redding, Jerry Butler) - 3:34
6. "The Morning After" (Al Kasha, Joel Hirschhorn) - 3:02